# Вертелим
Вертелим (мокш. Вяльтерме) — село в Старошайговском районе Мордовии, центр сельской администрации.

## География
Расположено на берегу реки Ирсети, в 25 км от районного центра и 75 км от железнодорожной станции Саранск.

## История
Письменные упоминания о Вертелиме относятся к концу 1-й трети XVII века (росписи о денежных доходах темниковской мордвы деревни Вертелим и оброках на 1628 год).
В 1732 году крестьяне села Вертелим были приписаны к Починковской поташной конторе, с 1760 года — лейб-гвардейскому конному полку.
В 70-е гг. XIX века была открыта земская школа, в которой 23 года работал учитель М. С. Савкин. В 1912 г. в селе функционировали земская школа, винокуренный завод, 3 хлебозапасных магазина, паровая, водяная и 11 ветряных мельниц, 6 маслобоек и просодранок, шерсточесальня, 2 синильных и овчинный заводы, 2 кузницы, Михаило-Архангельская церковь (1854).
В ноябре 1918 г. была создана партячейка, в 1930-е гг. — колхоз им. Чапаева и МТС. В 1937 г. — центр Вертелимского района (в 1938 г. — Мельцанский с центром в с. Мельцаны). В 1950 г. был образован колхоз им. Жданова, с 1992 г. — СХПК «Вертелимский», в 2000 г. реорганизован в 2 К(Ф)Х: «Вертелимское» и «Луч».
В современной инфраструктуре села — средняя школа, Дом культуры, медпункт, церковь, магазин, отделение связи; памятник воинам, погибшим в годы Великой Отечественной войны. Близ Вертелима — могильник мордвы-мокши (археологический памятник 14—17 вв.; исследовал А. В. Циркин в 1965 г.).

## Население
В 1716—1717 годах в Вертелиме было 5 дворов (45 человек). По материалам 3-й ревизии (1763), в селе проживали 253 человек, в 1782 г. — 328 человек.
В «Списке населённых мест Пензенской губернии» (1869) Вертелим — село казённое из 200 дворов Инсарского уезда.
В 1894 году — 304 двора (2 038 человек), в 1912 — 384 (2 617), в 1926 — 431 (2 657).
Население на 2001 год 380 человек, преобладает мордва-мокша.

## Инфраструктура и достопримечательности
В современной инфраструктуре села — средняя школа, Дом культуры, медпункт, церковь, магазин, отделение связи; памятник воинам, погибшим в годы Великой Отечественной войны.
Близ Вертелима — могильник мордвы-мокши (археологический памятник 14—17 вв.; исследовал А. В. Циркин в 1965 г.).

## Известные уроженцы
Вертелим — родина композитора Н. В. Кошелевой, учёных А. П. Вельматова и П. Г. Матюшкина, работника культуры А. И. Марычева, передовика производства П. С. Атмайкиной.

## Источник
- Энциклопедия Мордовия, Т. Н. Кадерова, В. П. Ковшов.